# San Juan (condado de Starr)
San Juan es un lugar designado por el censo ubicado en el condado de Starr en el estado estadounidense de Texas. En el Censo de 2010 tenía una población de 129 habitantes y una densidad poblacional de 1.346,14 personas por km².

## Geografía
San Juan se encuentra ubicado en las coordenadas 26°24′54″N 98°56′37″O / 26.41500, -98.94361. Según la Oficina del Censo de los Estados Unidos, San Juan tiene una superficie total de 0.1 km², de la cual 0.1 km² corresponden a tierra firme y (0%) 0 km² es agua.

## Demografía
Según el censo de 2010, había 129 personas residiendo en San Juan. La densidad de población era de 1.346,14 hab./km². De los 129 habitantes, San Juan estaba compuesto por el 95.35% blancos, el 0% eran afroamericanos, el 0% eran amerindios, el 1.55% eran asiáticos, el 0% eran isleños del Pacífico, el 3.1% eran de otras razas y el 0% pertenecían a dos o más razas. Del total de la población el 88.37% eran hispanos o latinos de cualquier raza.